# Mertzig
Mertzig (Luxemburgs: Mäerzeg) is een gemeente in het Luxemburgse Kanton Diekirch.
De gemeente heeft een totale oppervlakte van 11,1 km² en telde 1559 inwoners op 1 januari 2007.

## Ontwikkeling van het inwoneraantal
| Jaar                              | 2001 | 2002 | 2003 | 2004 | 2005 |
| --------------------------------- | ---- | ---- | ---- | ---- | ---- |
| Inwoneraantal                     | 1439 | 1476 | 1528 | 1499 | 1534 |
| Opmerking: tellingen op 1 januari |      |      |      |      |      |

## Geboren
- Sosthène Weis (1872-1941), architect en schilder